# XLIX Gruppo
Il XLIX Gruppo era un gruppo di volo della Regia Aeronautica, attivo nel 14º Stormo.

## Storia

### Guerra d'Etiopia
Il XLIX Gruppo aeroplani bombardamento diurno nasce il 1º settembre 1935 all’Aeroporto di Ferrara-San Luca inquadrato nel Comando del 14º Stormo nell'ambito della Guerra d'Etiopia. Il 10 dicembre il reparto arriva a Ciampino Sud, tra febbraio e i primi di marzo il gruppo sbarca a Massaua. A partire dalla metà del mese di marzo iniziano le operazioni belliche con i seguenti reparti:
- 61ª Squadriglia di Asmara (oggi Aeroporto Internazionale di Asmara);
- 64ª Squadriglia di Macallè.[1]

### Africa Orientale Italiana
Al 1º ottobre 1936 il XLIX Gruppo autonomo dipende dal Comando settore aeronautico nord di Asmara dell'Africa Orientale Italiana con la 61ª, 64ª e 116ª Squadriglia.

### Seconda guerra mondiale
Al 10 giugno 1940 il 49º Gruppo Bombardieri era con la 61ª e la 64ª Squadriglia ognuna con 6 Caproni Ca.133 all'Aeroporto di Gimma nel Comando settore aeronautico ovest di Addis Abeba dell'Aeronautica dell'Africa Orientale.